# Division 1 för damer 2020
La Division 1 för damer 2020 è la 2ª edizione del campionato di football americano femminile di secondo livello, organizzato dalla SAFF.

## Squadre partecipanti
| Club                    | Città        | Stadio | Sponsor ufficiale | Risultato nella stagione 2019 |
| ----------------------- | ------------ | ------ | ----------------- | ----------------------------- |
| Copenhagen Tomahawks    | Copenaghen   |        |                   |                               |
| Göteborg Marvels        | Göteborg     |        |                   |                               |
| Jönköping Spartans      | Jönköping    |        |                   |                               |
| Kristianstad Predators  | Kristianstad |        |                   |                               |
| Limhamn Griffins        | Malmö        |        |                   |                               |
| Norrköping Panthers     | Norrköping   |        |                   |                               |
| Stockholm Mean Machines | Stoccolma    |        |                   |                               |
| Västerås Roedeers       | Västerås     |        |                   |                               |

## Stagione regolare

### Calendario

#### 1ª giornata
| 22 agosto 2020 | Stockholm Mean Machines | 39 – 14 | Norrköping Panthers |  |

| 23 agosto 2020 | Jönköping Spartans | 58 – 0 | Limhamn Griffins |  |

| 23 agosto 2020 | Copenhagen Tomahawks | 14 – 6 | Göteborg Marvels |  |

#### 2ª giornata
| 5 settembre 2020 | Norrköping Panthers | 0 – 58 | Västerås Roedeers |  |

| 5 settembre 2020 | Göteborg Marvels | 54 – 0 | Limhamn Griffins |  |

| 6 settembre 2020 | Kristianstad Predators | 8 – 36 | Copenhagen Tomahawks |  |

#### 3ª giornata
| 12 settembre 2020 | Västerås Roedeers | 6 – 0 | Stockholm Mean Machines |  |

| 12 settembre 2020 | Göteborg Marvels | 6 – 38 | Jönköping Spartans |  |

#### 4ª giornata
| 20 settembre 2020 | Västerås Roedeers | 56 – 0 | Norrköping Panthers |  |

#### 5ª giornata
| 26 settembre 2020 | Kristianstad Predators | 16 – 42 | Göteborg Marvels |  |

| 27 settembre 2020 | Copenhagen Tomahawks | 0 – 48 | Jönköping Spartans |  |

| 27 settembre 2020 | Stockholm Mean Machines | 0 – 6 | Västerås Roedeers |  |

#### 6ª giornata
| 3 ottobre 2020 | Norrköping Panthers | 0 – 13 | Stockholm Mean Machines |  |

| 3 ottobre 2020 | Jönköping Spartans | 14 – 0 | Kristianstad Predators |  |

| 3 ottobre 2020, ore 14:00 | Limhamn Griffins | - – - () | Copenhagen Tomahawks |  |

#### 7ª giornata
| 17 ottobre 2020 | Limhamn Griffins | 34 – 10 | Kristianstad Predators |  |

### Classifiche
Le classifiche della regular season sono le seguenti:
- PCT = percentuale di vittorie, G = partite giocate, V = partite vinte,  P = partite perse, PF = punti fatti, PS = punti subiti

#### Norra
| Pos. | Squadra                 | PCT   | G | V | N | P | PF  | PS  |
| ---- | ----------------------- | ----- | - | - | - | - | --- | --- |
| 1    | Västerås Roedeers       | 1.000 | 4 | 4 | 0 | 0 | 126 | 0   |
| 2    | Stockholm Mean Machines | .500  | 4 | 2 | 0 | 2 | 52  | 26  |
| 3    | Norrköping Panthers     | .000  | 4 | 0 | 0 | 4 | 14  | 166 |

#### Södra
| Pos. | Squadra                | PCT   | G | V | N | P | PF  | PS  |
| ---- | ---------------------- | ----- | - | - | - | - | --- | --- |
| 1    | Jönköping Spartans     | 1.000 | 4 | 4 | 0 | 0 | 158 | 6   |
| 2    | Copenhagen Tomahawks   | .667  | 3 | 2 | 0 | 1 | 50  | 62  |
| 3    | Göteborg Marvels       | .500  | 4 | 2 | 0 | 2 | 108 | 68  |
| 4    | Limhamn Griffins       | .333  | 3 | 1 | 0 | 2 | 34  | 122 |
| 5    | Kristianstad Predators | .000  | 4 | 0 | 0 | 4 | 34  | 126 |

## Playoff
| 11 ottobre 2020 | Jönköping Spartans | 62 – 0 | Stockholm Mean Machines |  |

## Verdetti
- Västerås Roedeers e  Jönköping Spartans promosse